# Capitanien
| Systeem                                                                                   | Serie         | Etage         | Ouderdom (Ma) | Lithostratigrafie |
| ----------------------------------------------------------------------------------------- | ------------- | ------------- | ------------- | ----------------- |
| Trias                                                                                     | Onder         | Indien        | jonger        | Buntsandstein     |
| Perm                                                                                      | Lopingien     | Changhsingien | 252,2–254,2   | Buntsandstein     |
| Perm                                                                                      | Lopingien     | Changhsingien | 252,2–254,2   | Zechstein         |
| Perm                                                                                      | Lopingien     | Wuchiapingien | 254,2–259,9   |                   |
| Perm                                                                                      | Guadalupien   | Capitanien    | 259,9–265,1   |                   |
| Perm                                                                                      | Guadalupien   | Wordien       | 265,1–268,8   |                   |
| Perm                                                                                      | Guadalupien   | Roadien       | 268,8–272,3   |                   |
| Perm                                                                                      | Cisuralien    | Kungurien     | 272,3–279,3   | Rotliegend        |
| Perm                                                                                      | Cisuralien    | Artinskien    | 279,3–290,1   | Rotliegend        |
| Perm                                                                                      | Cisuralien    | Sakmarien     | 290,1–295,5   | Rotliegend        |
| Perm                                                                                      | Cisuralien    | Asselien      | 295,5–298,9   | Rotliegend        |
| Carboon                                                                                   | Pennsylvanien | Gzhelien      | ouder         | Rotliegend        |
| Carboon                                                                                   | Pennsylvanien | Gzhelien      | ouder         |                   |
| Indeling van het Perm volgens de ICS samen met de Europese lithostratigrafische indeling. |               |               |               |                   |

Het geologisch tijdperk Capitanien (Vlaanderen: Capitaniaan) is de laatste tijdsnede in het Midden-Perm (Guadalupien). Het Capitanien heeft een ouderdom van 265,1 ± 0,4 tot 259,9 ± 0,4 Ma. Het komt na/op het Wordien en na het Capitanien komt het Wuchiapingien.
Het Capitanien wordt in de stratigrafie gebruikt als een etage.

## Naamgeving en beschrijving
Het Capitanien is genoemd naar het Capitan Reef in de Guadalupe Mountains in Texas (V.S.). Daar bevindt zich ook de golden spike.
De basis van het Capitanien ligt bij het eerste voorkomen van de conodont Jinogondolella postserrata, de top bij het eerste voorkomen van de conodont Clarkina postbitteri postbitteri.
Verhoudingen van koolstofisotopen in mariene kalksteen laten een toename zien van de δ13C-waarde in het zeewater gedurende het Capitanien. Dit betekent een wereldwijde afkoeling van het klimaat. De afkoeling zorgde voor het uitsterven van in warm water levende soorten als grote fusulina (Verbeekninidae), grote bivalven (Alatoconchidae) en rugosa (koralen, Waagenophyllidae). Deze extinctie markeert de overgang van het Capitanien naar het Wuchiapingien oftewel tussen het Guadalupien (Midden-Perm) en het Lopingien (Laat-Perm).